# A Country Practice
A Country Practice was een van de langstlopende Australische drama-series. Alle 1058 afleveringen werden uitgezonden op Seven Network tussen 18 november 1981 en 22 november 1993. Ook op France 3 werd de serie uitgezonden. De afleveringen werden opgenomen in een studio in Epping. Telkens vormden twee afleveringen één verhaal. Daardoor kwam de show nooit tot een einde. Toch werden soms meerdere afleveringen met eenzelfde richtlijn gemaakt. De show draaide om de staf van een medische praktijk in een fictief New South Wales en had thema's als werkloosheid, zelfmoord, verslavingen, hiv/aids en terminale ziektes.

## Cast
| Acteur         | Personage             |
| -------------- | --------------------- |
| Shane Porteous | Dr. Terence Elliott   |
| Brian Wenzel   | Sergeant Frank Gilroy |
| Joyce Jacobs   | Esme Watson           |
| Lorrae Desmond | Shirley Dean Gilroy   |
| Gordon Piper   | Bob Hatfield          |
| Syd Heylen     | Vernon 'Cookie' Locke |
| Matt Day       | Julian 'Luke' Ross    |